# Івановці (рух)
Івановці, Івановці-Порфиріївці — рух, заснований на вченні містика Порфирія Іванова та його «природної системи зцілення». Центральне місце в русі займає система зцілення «Дєтка» і «Гімн життю», орієнтовані на підняття здоров'я і духовного розвитку.